# Francisco Brosa y Casanobas
Francisco Brosa y Casanobas / Francesc Brosa i Casanobas (Barcelona 1834 – Barcelona, 22 de marzo de 1899) fue un maestro de obras, constructor y propietario español.

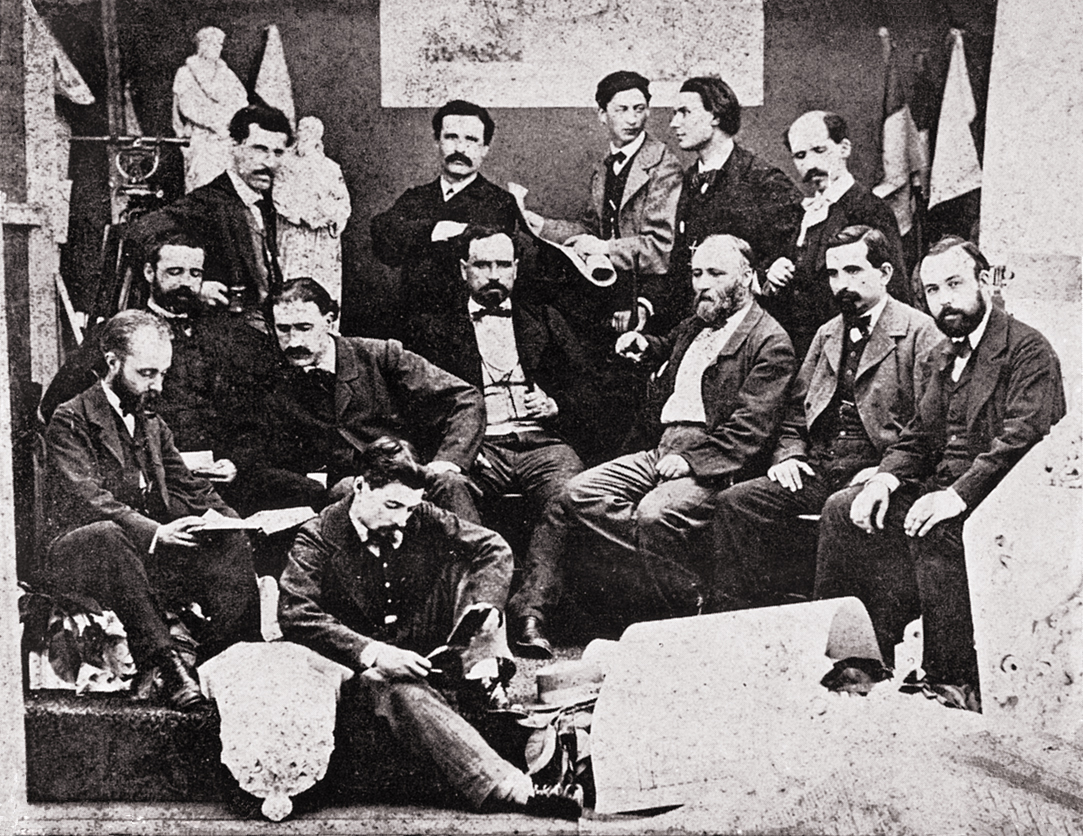
Francesc Brosa en una foto histórica de A. Sala (23 de julio de 1865), en la que aparece Elies Rogent, arquitecto del edificio de la Universidad Literaria de Barcelona, rodeado de sus colaboradores; Francesc es el primero de la derecha, sentado.

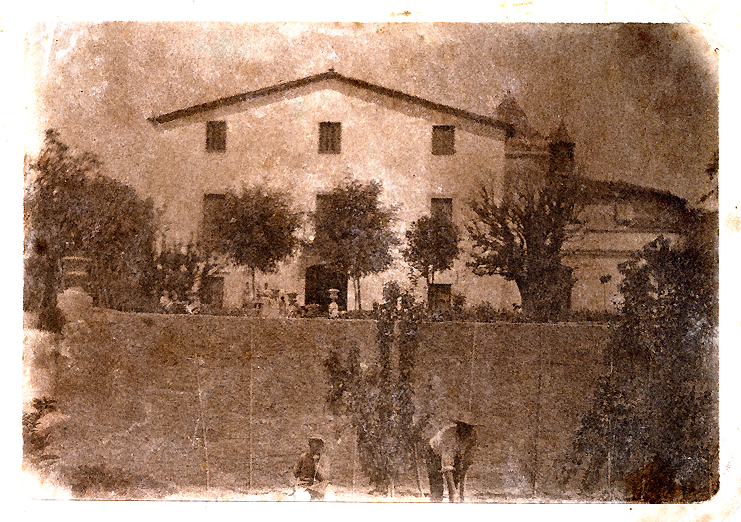
Residencia de verano.
Can Brosa, Tiana.
Foto sin fecha;.

## Biografía
Hijo de Francesc Brosa i Mauri (1799-1864) y de Teresa Casanobas i Moragas (1806-1859). La familia Brosa provenía de Castelltersol, 50 km al norte de Barcelona; los Casanobas vivían ya en el siglo XVIII en la plaza de Santa María del Mar, en Barcelona. 
Pronto comenzó una relación estrecha entre Francisco Brosa y Elías Rogent, arquitecto catalán. Los padres de ambos tenían negocios muy similares en Barcelona; mientras el padre de Francisco Brosa era almacenista de maderas, el de Elías Rogent tenía un almacén de materiales de construcción. Elías Rogent estudió arquitectura en Madrid, Francisco Brosa obtuvo el título de Maestro de Obras en Barcelona el 18 de febrero de 1854. Meses después, el 16 de enero de 1855, fue nombrado ayudante de la Escuela de Maestros de Obras, donde Elías Rogent ya era profesor. 
El 23 de marzo de 1861 se casa Francisco con la hermana menor de Elías, Josepa Rogent i Amat, de la que tendrá una hija, Josepa (1862-1873). Ambas fallecieron pronto; la hija, de una tuberculosis pulmonar. Francisco se queda solo. El 21 de julio de 1875 contrae de nuevo matrimonio, esta vez con Catarina Marroig i Marroig, natural de Mallorca, de la que tendrá cinco hijos: Antonia, Teresa, Francisco, Josepa (Pepita) y Mercedes.
La actividad constructiva es intensa: Fomento, obras particulares en Gracia, San Gervasio, Sarriá, Casa Bandera en la ronda de la Universidad número 23. En 1863 Elías Rogent proyecta para él una casa en el Ensanche, en el espacio que la derruida muralla de la ciudad había dejado libre. Se había parcelado toda la zona según una ordenación de Ildefonso Cerdá; los solares se adjudicaron por subasta. Francisco compra un solar grande en la manzana 23 y construye –en una esquina del solar– la casa que Elías le había dibujado, con planta baja y cuatro pisos; el resto quedó primero como jardín. Era una de las primeras casas que se construían en el ensanche. La calle recibió después el nombre de Sepúlveda; el edificio (N° 172 de la calle) se conserva aún en el año 2009 como lo dibujó Elías Rogent, exceptuando la cornisa superior, que en el proyecto tenía pequeños arcos de estilo románico. 
Francisco colabora en la construcción de la Universidad de Barcelona (actual Edificio Histórico de la UB), una de las grandes obras de Elías Rogent, así como en la reconstrucción del Monasterio de Ripoll, que también dirigía Elías. En 1886 construye el panteón para la propia familia en el Cementerio del Sudoeste, que se había inaugurado tres años antes. Los restos de antepasados de las familias Brosa, Casanobas y Marroig son trasladados de otros cementerios al nuevo panteón. 
Su actividad como propietario aumenta con el paso de los años, adquiriendo terrenos en el Ensanche, junto a la Diagonal. Para el tiempo de vacaciones y el descanso compra una casa de campo de principios del siglo XVII en las afueras de Tiana, en la parte alta, junto a la ermita de la Virgen de la Alegría, desde donde se contempla el mar y, a lo lejos, incluso la Ciudad Condal, en dirección sur. Can Brosa se convertiría en lugar de encuentros familiares con los Marroig, los Albanell, los Segalá, los Mas, los Palau. 
|  |

|  |

|  |

Elías Rogent fallece el 21 de febrero de 1897. En la procesión, desde la iglesia de Belén hasta el cementerio, estaban representadas todas las fuerzas vivas de la ciudad. Junto con las autoridades académicas, Francisco Brosa sostiene también una de las “gasas” del féretro, en representación de la familia. Aunque el matrimonio con Josepa Rogent quedaba en el pasado, no habían disminuido los lazos entre las dos familias.

El 22 de marzo de 1899, dos años más tarde, fallece también Francisco Brosa y Casanobas –a los 65 años de edad– en su casa de la calle de Pelayo, a causa de una oclusión intestinal. Su mujer, Catarina Marroig, viviría hasta 1932, pudiendo hacerse cargo de la familia y de las fincas de Barcelona y Tiana.